# القرن 13 ق م
قرن 13 ق.م هو القرن الذي امتد من 1300 ق.م إلى 1201 ق.م.